# Pirašiški slap
Pirašiški slap, tudi slap Peračica (domačini mu pravijo Pérošca), je 102 m visok slap na potoku Pirašica v zaselku Log v Bohinju, ob cesti Bled-Bohinj med naseljema Bitnje in Nomenj. 
Slap pada v treh stopnjah: najprej prek previsne stene, nato zdrsi po kompaktni skali in se izlije v tolmun. Slap je večinoma suh, v deževnih obdobjih pa je moč videti obilen pretok vode.
Na potoku se nahaja mala hidroelektrarna, ki ima zajetje nad slapom, nakar voda teče po cevi. To še dodatno zmanjšuje pretok vode preko slapa.
V razdalji enega kilometra se nahajajo še naslednji slapovi: slap Grmečica, Bezenski slap in Koritniški slapovi.